# Пау де Арара
Качели Богера (нем. Bogers Schaukel) — конструкция, разработанная Вильгельмом Богером. Была предназначена для пыток в концентрационном лагере Освенцим в блоке 11.
Представляют собой качели для пыток, которые состояли из двух вертикальных столбов, на которых заключённых подвешивали вверх ногами, а их запястья привязывали к лодыжкам или к брусьям. Богер ввёл этот инструмент пыток в Освенциме и сам называл это «говорящей машиной». В этом беспомощном состоянии Богер допрашивал заключённых, притом они жестоко избивались палками и кнутами, некоторые из них были избиты до смерти.

## Применение в Бразилии
Аналогичный метод пыток широко применялся в 1960-е — 1970-е годы во время военной диктатуры в Бразилии, где был известен как «жёрдочка попугая» (порт. pau de arara).